# Филиппов, Василий Ионикиевич
Василий Ионикиевич Филиппов (1924—1988) — советский военачальник и военный советник, генерал-лейтенант Советской армии.

## Биография
Родился 1 января 1924 года селе Ижма Коми АССР в семье сельских учителей.
С 1941 года после окончания Мохченской средней школы, был призван в ряды Рабоче-Крестьянской Красной армии и после прохождения трёхмесячных курсов в Пуховичском военном пехотном училище, с ноября 1941 года в возрасте семнадцати лет, был направлен в действующую армию на фронт. Участник Великой Отечественной войны в составе 177-й танковой бригады 1-й Ударной армии — лейтенант, командир стрелкового взвода, с 1943 года — старший лейтенант, заместитель командира и командир стрелковой роты, командир мотоциклетного батальона 53-го отдельного мотоциклетного полка. Воевал на Ленинградском, Волховском, Северо-Западном, Юго-Западном и 3-м Украинском фронтах, за период боевых действий был трижды ранен. В 1943 году, 3 января «за отражение натиска врага под Старой Руссой и уничтожении живой силы противника» был награждён — Орденом Красной Звезды, 15 декабря «за уничтожение укрепрайона и огневых точек противника» был награждён — Орденом Отечественной войны 2-й степени. С 1945 года участник освобождения Молдавии, Югославии, Венгрии и ликвидации гитлеровского плацдарма на реке Драва и взятии города Дьер, за это был награждён — Орденом Отечественной войны 1-й степени. Войну закончил в столице Австрии — городе Вена.
С 1945 по 1947 годы служил в составе советских войск на территории Болгарии и Румынии. С 1949 по 1954 годы проходил обучение в Военной ордена Ленина академии бронетанковых и механизированных войск Красной Армии имени И. В. Сталина, будучи слушателем являлся чемпионом военной академии по лыжам. С 1954 по 1964 годы, в течение десяти лет, В. И. Филиппов командовал танковыми полками расположенных на северных территориях в Заполярье а Карелии. С 1964 по 1965 годы был — военным советником в Кубинской республике, встречался с Фиделем Кастро, занимался вопросами помощи Кубе в военной области.
С 1965 по 1968 годы — заместитель командира дивизии, с 1968 по 1975 годы — командир танковой дивизии, заместитель командира корпуса, заместитель командующего армией и первый заместитель начальника штаба Дальневосточного военного округа. С 1975 по 1977 годы — главный военный советник в Йеменской Арабской Республике, оказывал помощь вооруженным силам и консультировал президента Салеха Али Абдалла.
С 1977 по 1984 годы — начальник Управления боевой подготовки Дальневосточного военного округа. С 1984 по 1986 год — заместитель главного военного советника по военным действиям в Республике Афганистан в период Советско-афганской войны.
С 1986 года в связи с ухудшением здоровья вышел в отставку. Скончался 7 января 1988 года в городе Горький. Похоронен на кладбище «Марьина Роща».

## Награды
- Три Ордена Отечественной войны I и II степени
- Орден Трудового Красного Знамени
- Два Ордена Красной Звезды
- Медаль «За боевые заслуги»
- Медаль «За победу над Германией в Великой Отечественной войне 1941—1945 гг.»
- Медаль «За оборону Ленинграда»
- Три ордена и одиннадцать медалей других государств: Болгарии, Венгрии, Монголии, Афганистана и Йеменской Арабской республики.

## Память
- В 2013 году в селе Ижма Республика Коми в честь В. И. Филиппова на доме где он родился установлена мемориальная доска[5]